# Пиляндышевское сельское поселение
Пиляндышевское сельское поселение — муниципальное образование в составе Уржумского района Кировской области России.
Центр — посёлок Пиляндыш.

## История
Пиляндышевское сельское поселение образовано 1 января 2006 года согласно Закону Кировской области от 07.12.2004 № 284-ЗО.

## Население
| 2010 | 2011 | 2012 | 2013 | 2014 | 2015 | 2016 |
| ---- | ---- | ---- | ---- | ---- | ---- | ---- |
| 537  | →537 | ↘507 | ↘488 | ↘471 | ↘457 | ↘436 |
| 2017 | 2018 | 2019 | 2020 | 2021 |      |      |
| ↘431 | ↗440 | ↘435 | ↘429 | ↘413 |      |      |

## Состав
| № | Населённый пункт | Тип населённого пункта          | Население |
| - | ---------------- | ------------------------------- | --------- |
| 1 | Пиляндыш         | посёлок, административный центр | 529       |
| 2 | Немда            | посёлок                         | 3         |
| 3 | Травянистое      | деревня                         | 5         |